# 二次金改案
二次金改案，於2010年在台灣發生的金融案件。前中華民國總統陳水扁及其妻子吳淑珍，被指控在第二次臺灣金融改革期間，收受元大證券馬志玲兩億元賄款，協助元大證券購併復華金控。這被視為是扁家弊案之一。

## 事件經過

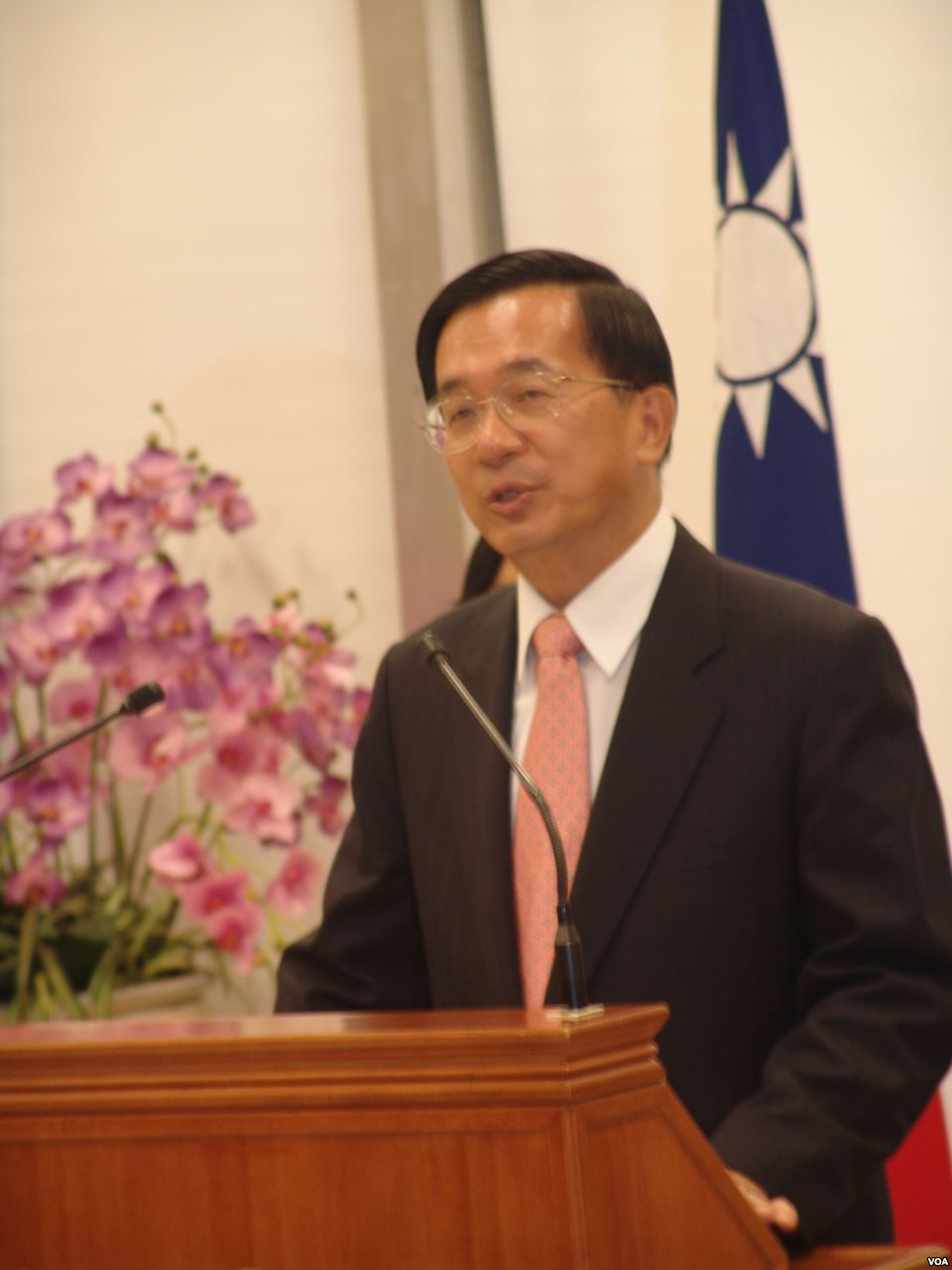
時任中華民國總統陳水扁

在2001年間，陳水扁政府時期，推動二次金改政策，政府希望台灣金融機構能朝向整併方向前進。

### 元大證券併購復華金控
因為行政院財政部凍結金控公司執照申請，元大證券希望能夠經由併購復華金控，來取得金控公司執照，但是面對市場上，如中國信託的競爭。元大證券董事長馬志玲，透過其友人杜麗萍，向吳淑珍談妥2億元政治獻金，在2004年11月30日，以水果紙箱，內裝現金，帶至總統官邸交付吳淑珍。
為使元大證券併購復華金控案通過，陳水扁及吳淑珍發揮政治上的影響力，勸退辜仲諒，使中國信託放棄併購復華金控；讓元大證券取得有利地位。11月24日至26日期間，陳水扁指示馬永成，以電話聯繫財政部長林全，說明元大證券已經取得復華金控最多股權，希望爭取公股支持，讓元大證券進入復華金控董事會。
2006年11月9日，元大證券以成為復華金控子公司之方式進行合併。2007年6月29日，元大證券取得復華金控經營權。8月1日召開董事會，將復華金控改名元大金融控股股份有限公司。

### 國泰金控併購世華銀行
國泰金控的蔡宏圖，連續四年交付政治獻金給陳水扁，金額共4 億元。
特偵組認為國泰金控經由行賄，以取得世華銀行經營權。二審法官也認定這筆錢是賄款，但最高法院認為證據不足，只依照推論來定罪，將此部份發回。

## 法院審理
台北地方法院法官，於2010年一審時，根據法定職權說，認為金融合併非《憲法》所定總統職權，判決陳水扁及吳淑珍無罪。
二審法院（高等法院99年矚上重訴字77號判決）則根據實質影響力說，認為總統對於二次金改等金融政策有實質上的影響力，判決陳水扁、吳淑珍收賄成立，各判決18年、11年徒刑。
2012年12月20日，最高法院（101年台上字第6482號刑事判決）根據觸犯職務上收賄罪，陳水扁及吳淑珍珍各被判刑10年、8年，共併科罰金1億8,000萬元，並追繳２億元貪污所得定讞。2015年，特偵組循司法互助途徑，由瑞士銀行將陳水扁家族遭凍結帳戶中的674萬2,416美金（折合新台幣2億2,135萬餘元）匯回台灣，其中2億元繳入國庫，剩餘款項作為陳水扁個人罰金。此項執行完成後，陳水扁未繳個人罰金剩下7,000萬多元，吳淑珍個人罰金8,000萬元則已繳清。